# رافا مارين
رافائيل مارين زامورا (مواليد 19 مايو 2002) لاعب كرة قدم إسباني يلعب كقلب دفاع مع نادي نابولي في الدوري الإيطالي.

## مسيرة النادي

### ريال مدريد
ظهر مارين لأول مرة مع ريال مدريد كاستيا في 2 مايو 2021، حيث دخل كبديل في مباراة انتهت بفوز 3-1 على باداخوز. اُستدعي لاحقًا إلى الفريق الأول لأول مرة في 22 ديسمبر 2021، وقضى المباراة بالكامل على مقاعد البدلاء في الفوز 2-1 على أتلتيك بيلباو في الدوري الإسباني.

#### الإعارة إلى ألافيس
في 28 يوليو 2023، انتقل مارين إلى ديبورتيفو ألافيس على سبيل الإعارة لموسم كامل حتى 30 يونيو 2024.